# برهان جامع
برهان جامع، کتاب لغتنامه‌ای مربوط به اوایل دوره قاجار نوشته محمد کریم شقاقی گرمرودی، معلم دوران ولیعهدی محمدشاه قاجار است که در اواخر سلطنت فتحعلی شاه و به فرمان بهمن میرزا، فرزند عباس میرزا، تألیف شده‌است.
مؤلف دو فرهنگ برهان قاطع و جهانگیری را اساس کار قرار داده، و از آنجا که در آن‌ها افزونیها و کاستیهایی، به نظرش رسیده، برهان قاطع را تلخیص کرده‌است و سپس، برای تأیید و توضیح لغات، شواهد شعری فرهنگ جهانگیری را در حاشیه کتاب آورده، و کنایات و استعارات متعلق به هر لغت را ذیل همان واژه نقل کرده‌است. او در ترتیب لغات، ترتیب فرهنگ جهانگیری را برگزیده، بدینگونه که ابتدا حرف دوم، سپس حرف اول و سوم را اساس قرار داده، و حروف را به ترتیب الفبا رعایت کرده‌است.
این فرهنگ بین پنج تا شش هزار لغت دارد و شامل یک مقدمه و ۲۹ باب است.
مقدمه آن نیز یک «مدخل» و ده «طراز» دارد. در مدخل به فتحعلی شاه و ولیعهد او، محمد میرزا و مشوّق تألیف کتاب، بهمن میرزا، و کیفیت اقدام به تألیف اشاره شده‌است. طراز اول در باب اطلاق واژه «پارس» بر ایران و حدود آن؛ طراز دوم در تعداد حروف هجای عرب و عجم؛ طراز سوم در بیان ترتیب لغات برهان جامع؛ طراز چهارم در اقسام کلمه (اسم و فعل و حرف) با بحثی درباره هر یک از
آنها؛ طراز پنجم در ضبط معانی حروف مفرده (در آغاز و میان و پایان) با اظهارنظرهایی درباره آن؛ طراز ششم درباره حروفی که جز به ترکیب، معنایی ندارند (پسوندها و پیشوندها)؛ طراز هفتم در تجویز تبدیل حروف به یکدیگر؛ طراز هشتم در ضمایر؛ طراز نهم در املاء (طرز نگارش کلمات)؛ و طراز دهم در عقدِ اَنامل (رقم‌نویسی اعشاری).
برهان جامع، با به سلطنت رسیدن محمدشاه قاجار فرزند عباس میرزا (۱۲۵۰) به پایان رسیده و در نیمه رجب ۱۲۶۰، به خط میرزا رضاقلی شقاقی تاریخ‌نویس سرابی تبریزی (نایب وزارت خارجه و برادر مؤلف)، تحریر شده‌است. مؤلف در هجدهم شعبان همان سال مقابله نسخه را به پایان رسانده و کتاب زیر نظر او، در ۴۵۶ صفحه و به قطع وزیری بزرگ، در تبریز به چاپ سنگی رسیده‌است. در این لغتنامه، ابیات شاهد در حواشی صفحات میان جدولها نقل شده‌است. دو چاپ دیگر نیز در تبریز (سال ۱۳۰۷) و در تهران (بدون تاریخ) از این اثر صورت گرفته‌است.